# Exploratief testen
Exploratief testen (Engels: exploratory testing) is een benadering van het testen van software die bestaat uit simultaan leren, testontwerp en testuitvoering.
Cem Kaner, die de term in 1983 voor het eerst gebruikte, definieert het als "een manier van testen van software die de persoonlijke vrijheid en de verantwoordelijkheid van de individuele tester benadrukt door voortdurend de kwaliteit van zijn / haar werk te optimaliseren door test-gerelateerd leren, testontwerp, testuitvoering en interpretatie van de testresultaten als onderling ondersteunende activiteiten te beschouwen die gedurende het project parallel lopen."
Terwijl de software wordt getest, doet de tester kennis op die weer nieuwe testen genereert. Exploratief testen wordt vaak gezien als een black box-testtechniek, maar de context-driven-beweging beschouwt het als een testaanpak die kan worden toegepast op elk testproces, in ieder stadium van het ontwikkelingsproces. Het is niet afhankelijk van de gekozen testtechniek, noch het object dat wordt getest. De crux is de cognitieve betrokkenheid van de tester, die de verantwoordelijkheid heeft voor het beheer van zijn of haar tijd.